# Anselmo Grau
Raúl Anselmo Grau Ribeiro (* 4. Dezember 1930 in Montevideo, Uruguay; † 13. Oktober 2001) war ein uruguayischer Musiker und Radiomoderator.
Er debütierte am 17. Januar 1959 als Solist im Radiosender El Espectador. Das Gitarrenspiel erlernte er bei Atilio Rapat, wobei Lauro Ayestarán sein Vorbild war. In den 1960er Jahren führte er im uruguayischen Fernsehen durch die Programme „Esta tarde en lo de Anselmo“ und „Guitarreada“. 1967 folgte dann die Veröffentlichung seines Buches „Canciones y cuentos“.
Während der zivil-militärischen Diktatur in Uruguay hielt er sich zwischen 1975 und 1985 im Exil in Buenos Aires auf.
Nach seiner Rückkehr gab er einige Konzerte und führte auch durch die Radio-Show „Canta el Uruguay“ auf CX 40 Radio Fénix.
Zudem war er Berater der Asociación General de Autores del Uruguay (AGADU).
1998 erschien dann bei Ayuí / Tacuabé die Anthologie "Canta el Uruguay".

## Diskographie
- Con todo mi sentir (Antar)
- Entonces sabrás / Petiso aguatero (Odeon, 1969)
- Folklore uruguayo (Clave CLP 1009)
- Cielito del Frente Amplio (Mallarini Producciones 30.048)
- Canta el Uruguay / Una antología  (Anthologie, Ayuí / Tacuabé ae200cd, 1998)

| Personendaten    | Personendaten                                   |
| ---------------- | ----------------------------------------------- |
| NAME             | Grau, Anselmo                                   |
| ALTERNATIVNAMEN  | Grau Ribeiro, Raúl Anselmo (vollständiger Name) |
| KURZBESCHREIBUNG | uruguayischer Dirigent                          |
| GEBURTSDATUM     | 4. Dezember 1930                                |
| GEBURTSORT       | Montevideo, Uruguay                             |
| STERBEDATUM      | 13. Oktober 2001                                |